# Joe's Garage
Joe's Garage: Acts I, II & III es una ópera rock del músico y compositor estadounidense Frank Zappa. El álbum tiene a Ike Willis como la voz de "Joe", un joven que se adentra en el mundo de la música. Zappa pone la voz a "El escrutador central", una voz mecánica que narra la historia y persigue la psique de Joe.
El álbum, en un principio, se editó en dos partes, la primera de ella siendo un LP sencillo del acto primero, y la segunda un doble LP con los actos 2 y 3. Los tres actos después fueron editados de forma conjunta en una caja recopilatoria, y después en un doble CD. Los temas del álbum son mayoritariamente sobre las chicas que persiguen a los músicos (groupies), la burla a la cienciología, fetichismo, bandas de garage, y sobre todo, la censura a la que se tenía que enfrentar la música.
Joe's Garage es particularmente notable por el uso de la técnica de xenocronía, que consistía en tomar solos de guitarra de álbumes anteriores y superponerlas a las nuevas canciones en el estudio de grabación. Con la excepción de "Watermelon in Easter Hay" y "Crew Slut", todos los solos del álbum se consiguieron de esta forma.

## Personajes y elenco
- Escrutador central (narración), Larry, L. Ron Hoover, Padre Riley y Buddy Jones – Frank Zappa
- Joe – Ike Willis
- Mary – Dale Bozzio
- Mrs. Borg – Denny Walley
- Officer Butzis – Al Malkin
- Sy Borg – Warren Cuccurullo y Ed Mann
- Bald-Headed John – Terry Bozzio
- The Utility Muffin Research Kitchen Chorus – Al Malkin, Warren Cucurullo, Dale Bozzio, Geordie Hormel, Barbara Issak y trabajadores de Village Recorders (1979).

## Lista de canciones
Todas las canciones compuestas, arregladas y dirigidas por Frank Zappa.

### Act I

#### Cara 1
1. "The Central Scrutinizer" – 3:28
2. "Joe's Garage" – 6:10
3. "Catholic Girls" – 4:26
4. "Crew Slut" – 6:31

#### Cara 2
1. "Fembot in a Wet T-Shirt" ("Wet T-Shirt Nite") – 4:45
2. "On the Bus" (también conocido como "Toad-O Line") – 4:19
3. "Why Does It Hurt When I Pee?" – 2:36
4. "Lucille Has Messed My Mind Up" – 5:43
5. "Scrutinizer Postlude" – 1:35

- En LP, "Lucille" y "Scrutinizer Postlude" aparecían como una sola pista.

### Act II

#### Cara 1
1. "A Token of My Extreme" – 5:30
2. "Stick It Out" – 4:34
3. "Sy Borg" – 8:56

#### Cara 2
1. "Dong Work for Yuda" – 5:03
2. "Keep It Greasey" – 8:22
3. "Outside Now" – 5:50

### Act III

#### Cara 3
1. "He Used to Cut the Grass" – 8:35
2. "Packard Goose" – 11:34

#### Cara 4
1. "Watermelon in Easter Hay" – 9:09
2. "A Little Green Rosetta" – 8:15

## Personal
- Frank Zappa – Voz, guitarra
- Warren Cuccurullo – Guitarra rítmica, voz, coros, órgano, guitarra
- Denny Walley – Voces, Guitarra slide, guitarra
- Craig Twister Steward – Armónica
- Jeff – Saxofón tenor
- Marginal Chagrin – Saxofón barítono
- Patrick O'Hearn – Vientos, bajo
- Peter Wolf – Teclados
- Stumuk – Saxofón
- Tommy Mars – Teclados
- Vinnie Colaiuta – Batería, Percusión
- Arthur Barrow – Voz, bajo
- Ed Mann – Voz, percusión
- Dale Bozzio – Voz
- Al Malkin – Voz
- Ike Willis – Voz
- Barbara Isaak – Coros, asistente
- Geordie Hormel – Coros
- Terry Bozzio – Voz
- Ferenc Dobronyi – Diseño de portada
- Steve Alsberg – Coordinador del proyecto
- Joe Chiccarelli – Ingeniero, mezclas, grabación
- Norman Seeff – Fotografía
- John Williams – Diseño
- Steve Nye – Remezclas
- Mick Glossop – Remezclas
- Stan Ricker – Masterización
- Jack Hunt – Masterización
- Thomas Nordegg – Asistente
- Tom Cummings – Asistente

## Lista de ventas
- Billboard (Estados Unidos)

### Joe's Garage Act I
| Año  | Lista          | posición |
| ---- | -------------- | -------- |
| 1979 | Álbumes de pop | 27       |

### Joe's Garage Acts II & III
| Year | Lista          | Posición |
| ---- | -------------- | -------- |
| 1979 | Álbumes de pop | 53       |